# Hyracodontidae
A Hyracodontidae az emlősök (Mammalia) osztályába és a páratlanujjú patások (Perissodactyla) rendjébe tartozó fosszilis család.

## Tudnivalók
A Hyracodontidae család fajai Európa, Ázsia és Észak-Amerika területén élő orrszarvúszerű lények voltak. Az állatok a kora eocénben jelentek meg és a kora miocénben haltak ki. Mintegy 35,8 millió évig éltek a Földön.
Az állatok hosszúlábuak és szarv nélküliek voltak. Először kis méretű, gyors állatok voltak. Az eocén korban a Rhinocerotoidea öregcsalád fajaiból fejlődtek ki. Később hatalmas méreteket vettek fel, ilyen lett például a Paraceratherium, amely 7,4 méter hosszú, 4,8 méteres marmagasságú és 17 tonna tömegű lehetett.
Az állatok főleg Ázsia esőerdeiben érezték jól magukat.

## Rendszerezés
A családba az alábbi alcsaládok tartoztak:
- †Hyrachyinae
- †Indricotheriinae
- †Hyracodontinae
- †Triplopodinae
- †Eggysodontinae

## Fordítás
- Ez a szócikk részben vagy egészben  a   Hyracodontidae című angol Wikipédia-szócikk fordításán alapul.  Az eredeti cikk szerkesztőit annak laptörténete sorolja fel. Ez a jelzés csupán a megfogalmazás eredetét és a szerzői jogokat jelzi, nem szolgál a cikkben szereplő információk forrásmegjelöléseként.